# MIDORINOGOHONYUBI presents MIDORINOGOHONYUBI MUSIC / ONE FOOT
『MIDORINOGOHONYUBI presents MIDORINOGOHONYUBI MUSIC / ONE FOOT』（ミドリノゴホンユビプレゼンツ ミドリノゴホンユビミュージック ワンフット）は、日本のヒップホップMC、NIPPSの2作目のスタジオ・アルバム。

## 概要
- NIPPS名義ではなく、NIPPS自身が立ち上げたレーベル「ONE FOOT」の作品となっている。ちなみに1999年5月21日に出したアルバム『HIBAHIHI+SILENTPOETS001』もHIBAHIHI名義なので厳密に言えばNIPPS名義ではない。
- 客演には、MURO、DEV LARGE、K-BOMB、KEN SPORT、XBS、GORE-TEX、JUBE、中原昌也、井土紀州、TWINKLE、EMBRYO、BIG-Z、MONEV MILSが参加。
- 5曲目の「汚れた花」では井土紀州の朗読が収録された。
- 厳密にNIPPSのみによる曲は13曲目の「ISLAND(rmx vocal)(ボーナストラック)」のみ。

## 収録曲
1. GALAXY PIMP 3000(12inch reprise2) (feat.MURO,DEV LARGE) 
2001年5月23日に発売された「GALAXY PIMP 3000」のリミックスバージョンで、リミックスはK-BOMBが担当している。PVが存在する。
2. ENTER THE ORIGINAL (KENNETH DE WOLF) 
KEN SPORTによるインストゥルメンタル
3. PARTNERS IN CRIME (feat.PUNCH LINE BB,XBS,GORE-TEX)
2002年7月26日にLPとしてシングルカットされる。PVにはスチャダラパーのANIが参加している。
4. FREESTYLE(I☆A RE TELL SHIT) (LORD PUFF feat.KILLER-BONG&JUBE) 
THINK TANK勢によるフリースタイル。
5. 汚れた花(THE FLOWER 2003) (feat.MASAYA NAKAHARA,KISHU IZUCHI,LORD PUFF)
中原昌也が書き下ろした詩を井土紀州が朗読している。
6. GALAXY PIMP 3000(12inch reprise3) (feat.MURO,DEV LARGE) 
「GALAXY PIMP 3000」をNIPPSのパートのみ収録し、且つリミックスバージョンである。
7. THINK THING(I☆A RE TELL SHIT) (LORD PUFF feat.KB,JB&NIPPS) 
THINK TANK勢による曲で、NIPPSも僅かながら参加している。
8. PARTNERS IN CRIME(instrumental)
PARTNERS IN CRIMEのインストゥルメンタル曲。
9. VENOM 2002(pt.1) (feat.TWINKLE,EMBRYO,BIGZAM,GORE-TEX,MONEV MILS) 
最も参加人数の多い曲で、VENOM 2002(pt.2)へと続いている。シングルカットされた「PARTNERS IN CRIME」のカップリングに収録されている。
10. VENOM 2002(pt.2) (feat.TWINKLE,EMBRYO,BIGZAM,GORE-TEX,MONEV MILS) 
VENOM 2002(pt.1)から続いている。
11. STREET DRAMA (KENNETH DE WOLF) 
KEN SPORTによるインストゥルメンタル。
12. GOD BIRD(album mix) (feat.KB,XBS,GORE-TEX,DEV MOB X) 
2001年12月27日に発売されたシングルのアルバムミックスバージョンとなっているが、違いはない。
13. ISLAND(rmx vocal)
1998年に発売された限定盤LP「ISLAND」に収録されている。